# Pompe à vélo
Pour les articles homonymes, voir Pompe (homonymie).

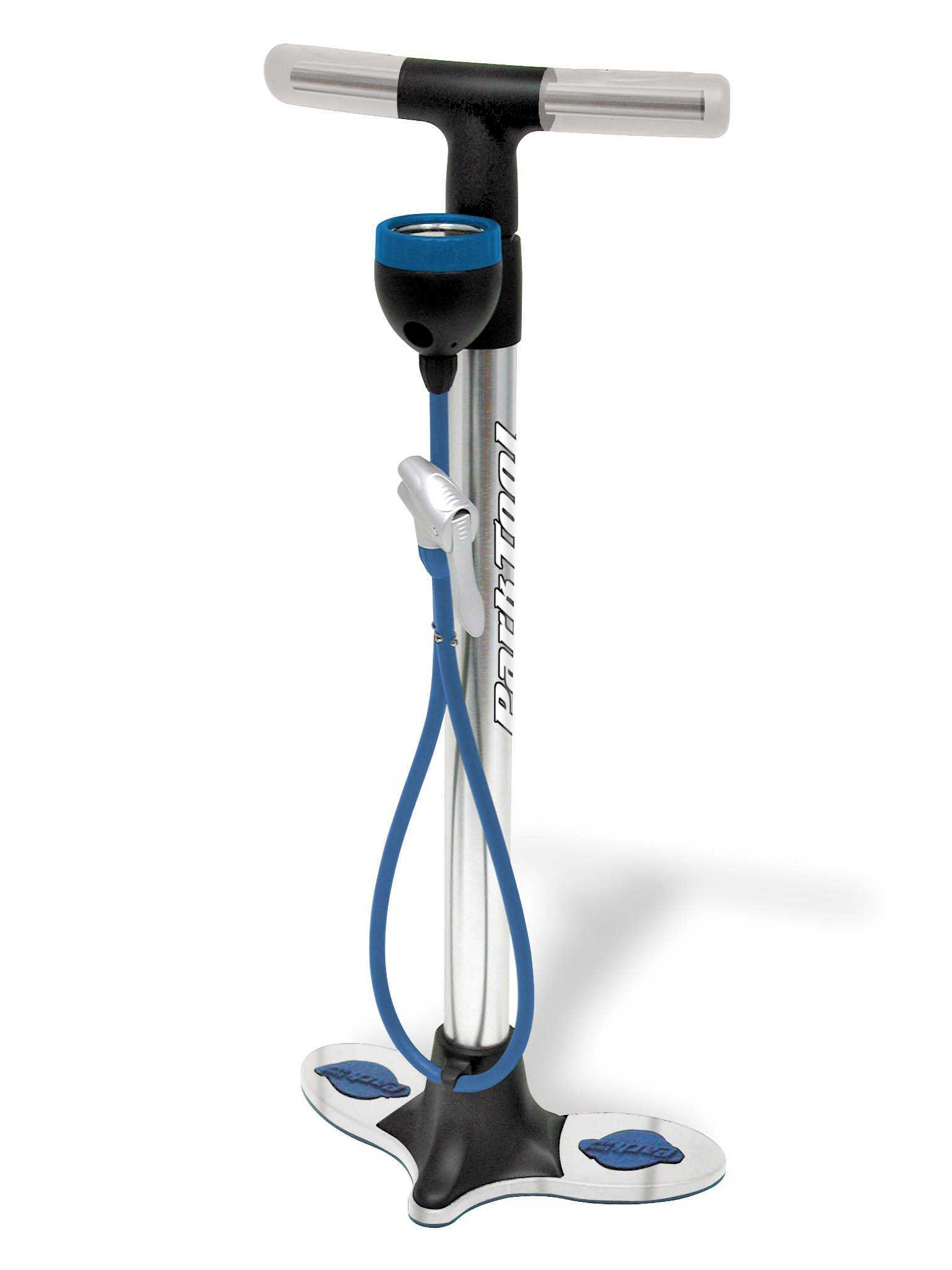
Une pompe à vélo "à pied"

Une pompe à vélo est un appareil destiné à gonfler les pneus de bicyclettes avec de l'air comprimé. Ce mécanisme est un compresseur à piston dans sa plus simple expression, il comprime l'air ambiant à l'intérieur des chambres à air ou des pneus sans chambre à air, à une pression supérieure à la pression atmosphérique.

## Les types de pompes à vélo

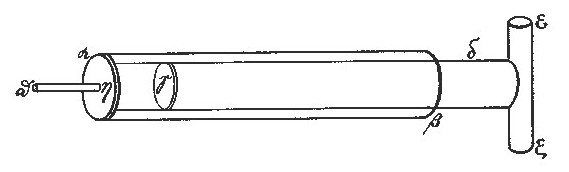
Tube pneumatique à piston, d'après Héron d'Alexandrie, 1er siècle après J.-C.

Il existe deux principaux types de pompes à vélo; les pompes à main et les pompes à pied. Les pompes à main sont manœuvrées avec les deux mains. Le terme pompe à pied désigne des pompes qui sont posées au sol, qu'elles soient d'ailleurs manœuvrées au pied....ou à la main !  
- Les pompes à main offrent l'encombrement le plus réduit; elles peuvent être fixées sur le cadre du vélo. La recherche de facilité de transport conduit les fabricants à proposer des modèles plus courts qui sont alors appelés mini-pompes.
- Les pompes à pied, plus encombrantes, sont plus faciles à utiliser en raison d'une rapidité de gonflage et d'un moindre effort à fournir pour le gonflage des pneus. Souvent équipées d'un manomètre, elles permettent alors de connaître avec précision la pression insufflée dans le pneumatique.

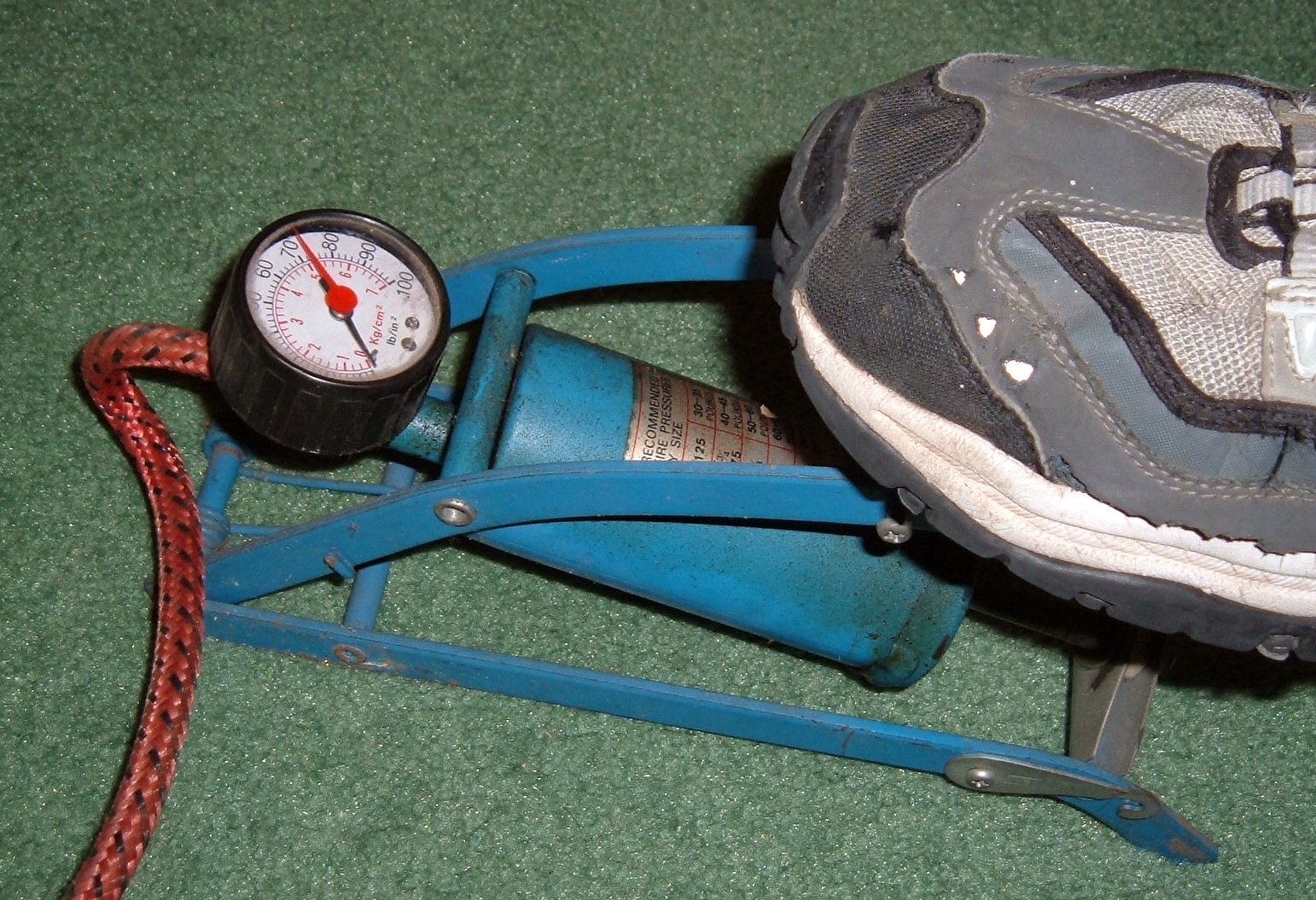
Pompe à vélo à pied

D'autres moyens de gonfler les pneus de vélo existent, souvent nommés pompes électriques, pompes à air ou mini-pompes, et parfois pompe à vélo : 
- des gonfleurs à cartouche de CO2; légers et faciles d'utilisation, on peut les transporter sur le vélo.
- des compresseurs électriques, alimentés sur secteurs ou sur batteries.

## histoire
Les concept des pompes à bras appliqué à l'hydraulique est attribué à Ctésibios au IIIe siècle av. J.-C. à Alexandrie. L'application de ces pompes foulantes aux systèmes pneumatiques est faite dans l'industrie au cours du XVIIIe siècle et du XIXe siècle, notamment par l'apparition des 1ères machines soufflante. Toutes ces machines fonctionnent sur le même principe d'un piston qui coulisse dans un cylindre et permet une compression. En 1835, J-J-V Guilloud décrit une pompe de compression composée d'un cylindre à soupape de 3 cm de diamètre et d'un piston qui y entre juste, capable de comprimer l'air à 3 bar, et destinée à produire de l'eau pétillante ou à l'énergie nécessaire aux armes pneumatiques. La pompe à air existe bien avant l'invention du pneumatique par John Boyd Dunlop en 1887. 
Au début du XXe siècle, la pompe à vélo est appelée une pompe à air ou une pompe à bicyclette.

## Fonctionnement

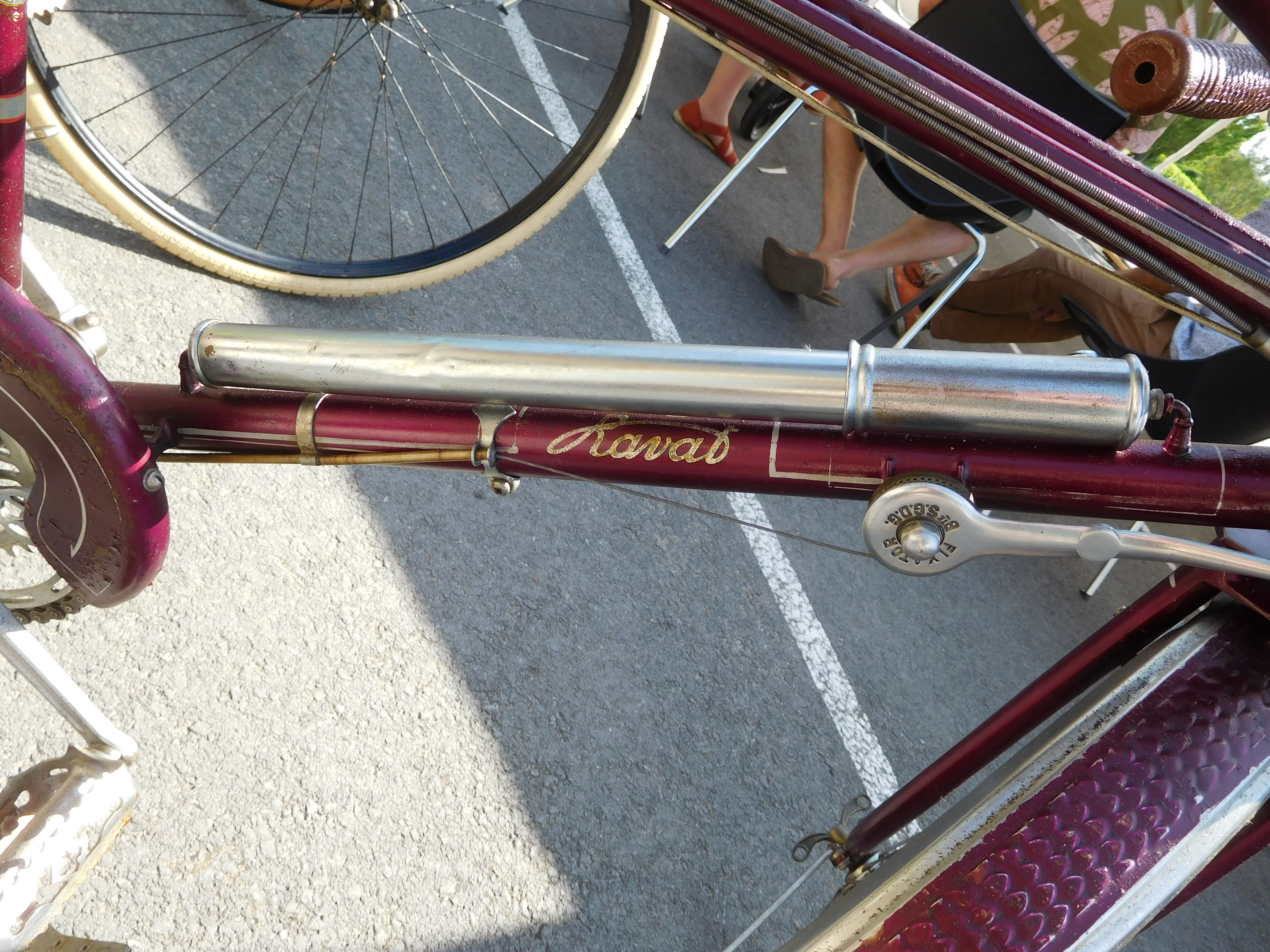
pompe à vélo fixée sur le cadre d'un vélo

Une pompe à vélo est constituée d'un corps de pompe de forme cylindrique, d'un piston relié à une poignée de manœuvre, et d'une soupape d'admission. Le corps de pompe est une chambre de compression dont le volume varie lorsque le piston s'y déplace sur la longueur. La soupape (formant souvent un ensemble avec le piston)  est un clapet anti-retour qui laisse passer l'air dans un sens mais pas dans l'autre sens.
- En tirant sur la poignée, le piston se déplace et le volume de la chambre de compression augmente, créant une dépression. Cela permet l'entrée de l'air dans la chambre de compression au travers de la soupape. C'est le cycle d'admission.
- En poussant la poignée, le piston réduit le volume de la chambre de compression. L'air est emprisonné car la soupape interdit la sortie de l'air en sens inverse. La réduction du volume provoque la compression de l'air puis son refoulement vers la sortie d'air. Ce sont les cycles de compression et de refoulement.

Certaines pompes, à double action, peuvent présenter de meilleures performances de débit; elles ont 2 chambres de compression, de part et d'autre du piston. Chaque mouvement d'aller ou de retour du piston engendre simultanément les cycles d'admission et de compression. Les soupapes d'admission sont alors distinctes du piston.
Les pompes à vélo sont équipées d'un embout, ou d'un flexible de raccordement terminé par un embout, qui permet la connexion aux différents types de valves de bicyclette. Certains embouts de raccordement sont réversibles pour s'adapter aux types de valves; il existe également des adaptateurs.

## Utilisation
Les chambres à air des vélos sont équipées de différents types de valves, permettant la connexion à l'embout de pompe: valve Schrader, valve Presto, valve Dunlop ou valve Regina. Ces valves sont souvent protégées par un bouchon qu'il faut dévisser avant le gonflage. Pour les valves Presta, il faut dévisser le petit écrou situé à l'extrémité de la valve avant de connecter l'embout. Pour les autres valves, l'embout de pompe est connecté directement à la valve.  
Le gonflage est ensuite réalisé en actionnant la pompe manuellement, en tirant et en poussant sur la poignée de façon alternative. Pour les pompes à pied manœuvrables au pied, la poignée est remplacée par une pédale qu'il suffit d'enfoncer avec le pied avant de la relâcher, le retour de la pédale en position haute est assuré par un ressort. 
La pompe à vélo doit pouvoir comprimer à la pression requise par le pneu et il convient de respecter la pression recommandée par le fabricant du pneu (souvent inscrite sur le flanc du pneu). L'utilisation du manomètre permet de s'assurer du niveau de pression atteint.

## Caractéristiques
Une pompe à vélo est un compresseur à piston qui fait partie de la famille des compresseurs volumétriques alternatifs. Comme tous les compresseurs volumétriques, la compression de l'air est réalisée par une diminution mécanique du volume d'une chambre de compression. Cette diminution de volume est réalisée par un mouvement rectiligne alternatif. 
La pompe à vélo est caractérisée par la pression qu'elle peut atteindre et le volume d'air qu'elle fourni lors d'un cycle de compression. (Pour les compresseurs on parle habituellement de débit plutôt que de volume, mais le débit d'une pompe à vélo étant dépendant de la vitesse de pompage des femmes ou hommes qui les manœuvre, cette dernière variable impose une adaptation des usages)
- La pression est la force exercée par l'air comprimé sur une surface[5]. Elle est souvent exprimée en bar ou en psi (1 bar = 14,5 psi). La pression habituelle des pompes à vélo varie de 3 à 11 bar, selon les modèles.
- Le débit est la quantité d'air comprimé fournie par la pompe sur un certain temps, que l'on peut exprimer en litres / seconde ou en litres / minute. Le débit dépend du volume d'air déplacé par le piston dans la chambre de compression et de la vitesse de pompage de l'utilisateur de la pompe à vélo (l'emploi de Shadoks permet d'améliorer cette vitesse de pompage)

La compression de l'air provoque une augmentation de la température de l'air comprimé, 10% seulement de l'énergie mécanique appliquée à la pompe à vélo est transformée en air comprimé, 90% de cette énergie humaine est perdue en énergie thermique. Comme le dit A.J'Herdt en 1921 :"L'homme qui pompe, souffre. Pour apaiser sa souffrance, les pompes et gonfleurs se sont multipliés."